# Orfelia trivittata
Orfelia trivittata är en tvåvingeart som först beskrevs av Lundstrom 1914.  Orfelia trivittata ingår i släktet Orfelia och familjen platthornsmyggor.
Artens utbredningsområde är Finland. Inga underarter finns listade i Catalogue of Life.